# Wojciech Rawecki
Wojciech Rawecki (ur. 23 lipca 1951 r. we Wschowie) – polski reżyser i operator filmowy. W 1986 r. ukończył Zaoczne Wyższe Zawodowe Studium Realizacji Telewizyjnej PWSFTviT w Łodzi.

## Wybór Filmografii
- 2006-2008: Faceci do wzięcia, w charakterze autora zdjęć
- 1999-2000: Trędowata, w charakterze scenarzysty i reżysera
- 1998-1999: Życie jak poker, w charakterze scenarzysty i reżysera
- 2003: Tygrysy Europy 2, w charakterze autora zdjęć
- 2000: Golasy , w charakterze autora zdjęć
- 1999: Tygrysy Europy, w charakterze autora zdjęć
- 1995: Kaman, w charakterze autora zdjęć